# Arriettys hemmelige verden
Arriettys hemmelige verden (originaltitel: 借りぐらしのアリエッティ, Kari-gurashi no Arietti, engelsk: The Borrower Arrietty, i USA The Secret World of Arrietty) er en japansk film fra 2010, der handler om den lille pige Arrietty og en dreng ved navn Sho.
Arrietty er et lille væsen der ligner mennesket på en prik, bare meget mindre. Sho er et normalt menneske, dog har de det til fælles at de begge er børn. Arrietty lever i et hus under Sho's hus. Der bor hun sammen med sin mor og far. Sho bor ikke i huset ovenpå men er i huset på besøg hos sin mormor da han er syg og har brug for ro. Men der er fare på færde og ikke alt går som det skal.
Filmen er instrueret af Hiromasa Yonebayashi, produceret af Toshio Suzuki og manuskriptet er skrevet af Hayao Miyazaki. Historien bygger på Mary Nortons verdenskendte bøger om Lånerne.